# Церковь Рождества Пресвятой Богородицы (Кривой Рог)
Храм Рождества Пресвятой Богородицы г. Кривой Рог — храм православной общины Криворожской епархии Украинской Православной Церкви Московского патриархата. Основан в 1886 году и является одним из старейших в Кривом Роге. После своего закрытия в 1932 году храм был восстановлен в 1991 году.
Настоятель храма — протоиерей Анатолий Рыженко.

## История

### Дореволюционная жизнь прихода

#### Основание храма
Ввиду стремительного индустриального развития Криворожского края на рубеже XIX—XX веков значительно вырастает население местечка Кривой Рог, единственный храм которого — Никольская церковь, уже не в состоянии была вместить в всех своих прихожан. Поэтому решением Херсонской духовной консистории по благословению Высокопреосвященнейшего Никанора (Бровковича), архиепископа Херсонского и Одесского в 1886 году в Кривом Роге был образован новый приход с Рождество-Богородичным молитвенным домом.
В административном отношении Рождество-Богородичный молитвенный дом принадлежал к Широковскому благочинническому округу Херсонского уезда Херсонской губернии. Кроме ближайших жителей местечка Кривой Рог, к Рождество-Богородичному приходу относились обитатели приселков соседней Екатеринославской губернии — Шмаково (в 5 верстах от храма) и Дубовая Балка (в 12 верстах). Состоянием на 1901 год общее количество прихожан храма составляло 2184 человека — 1102 мужчины и 1078 женщин православного вероисповедания, а также 4 раскольника (старообрядца).

#### Церковный причт
По утвержд’нному Херсонской духовной консисторией штату церковного причта, в Рождество-Богородичном молитвенном доме служили один священник и один псаломщик. С конца 1897 года в храме служил священник Владимир Бабура. В сентябре 1907 года отца Владимира по собственному желанию перевели в село Владимировка Херсонского уезда. Его преемником стал священник Михаил Пухальский, назначенный в Кривой Рог 28 октября 1907 года. Во время его служения на приходе, после реконструкции здания храма в 1909 году, Рождество-Богородичный молитвенный дом официально получил статус церкви. Тогда несколько изменился архитектурный облик храма: была надстроена баня на подпружных арках и выведены боковые крылья.
К числу церковного причта, служившего в Рождество-Богородичном храме, принадлежал также псаломщик. С 1897 по 1912 годы послушание псаломщика нёс Кирик Чеботарь. В 1907 году вторым псаломщиком стал Пётр Серебрянский, переведённый по собственному желанию из Успенской церкви села Большой Буялык Одесского уезда. Известно имя одного из церковных старост прихода в этот период — Маркелла Слипченко, который с 1908 года несколько лет пребывал в этой должности.
Причт храма Рождества Пресвятой Богородицы в хозяйственном плане полностью находился на обеспечении своих прихожан. Поскольку казённого жалованья на него не было, то выплачивалось оно от приходского общества, и составляло 300 рублей в год. Священник храма обеспечивался церковным жильём, а псаломщику выдавалось от церкви квартирное пособие. Своей земли храм не имел.

#### Приходское попечительство
Как члены церковно-приходского общества прихожане храма Рождества Пресвятой Богородицы имели свой местный орган — приходское попечительство. Впервые оно было учреждено в 1893 году. Его главой стал крестьянин Иеремия Шаблий, а членами, кроме постоянных, уволенный в запас армии унтер-офицер Михаил Буря и Пётр Бойко, а также крестьяне Емельян Карпенко, Григорий Бойко, Иоанн Тонич и Степан Кучер. Очевидно, по инициативе этого попечительства, в 1894 году Роман Кочерга собрал у прихожан в пользу храма зерна на сумму 125 рублей.
Вместе с тем, и другие члены общины старались внести свою лепту в благоукрашение церкви. В разное время на Рождество-Богородичный молитвенный дом были пожертвованы иконы, подсвечники, хоругви, священнические облачения и прочая церковная утварь, общей стоимостью в 815 рублей 50 копеек. Имена всех жертводателей были опубликованы в «Херсонских епархиальных ведомостях».
В 1897 году в обновлённый состав приходского попечительства вошли крестьяне Пётр Сергиенко, Симеон Харенко, Авраам Кучма, Онисим Кучер и Марк Волошин. Возглавил его крестьянин Евстратий Кучер. В 1910 году председателем попечительства был избран Илларион Харенко, а членами — Лазарь Слипченко, Иосиф Кернер, Емельян Мяч, Трофим Отришенко, Семён Липицкий, Ефроним Комар, Прокопий Слипченко, Евсий Жур, Авксентий Кочерга.

#### Школьное образование
На рубеже ХІХ и XX вв. Криворожье стремительно развивалось в индустриальном отношении, здесь открывались конторы и представительства многих финансовых учреждений и промышленных обществ. В связи с этим возникала большая необходимость в достаточной мере обученных квалифицированных работниках. Поэтому, наряду с министерством народного просвещения и земствами, Православная церковь занималась не только духовным просвещением, но и начальным образованием своей паствы. Так, при Рождество-Богородичном храме усилиями священника Владимира Бабуры и заботами приходского попечительства в 1897 году была открыта школа грамотности и законоучения.
Уровень школы грамотности был ниже уровня церковно-приходской школы, к которой выдвигался целый ряд узаконенных требований: наличие достаточно подготовленных учителей, соответствие учебного процесса программам, утверждённым Училищным Советом, изложение предметов по специальным руководствам и пособиям, одобренным Святейшим Синодом, обеспеченность необходимыми средствами для поддержания надлежащего уровня преподавания. Если учебное заведение не соответствовало какому-либо из указанных требований, оно имело статус школы грамотности, назначение которой было достаточно узким, исходя из самого названия. Однако, имеющиеся сведения позволяют предположить, что в скором времени процесс образования на приходе был поднят на должный уровень, так как в материалах за 1901 г. при Рождество-Богородичном молитвенном доме значится уже, собственно, церковно-приходская школа.

### Период богоборчества
На волне революционных потрясений, когда, защищаясь от большевиков, Центральная Рада пригласила на Украину австрийские и немецкие войска, бывшие дотоле врагами в Первой мировой войне, среди хаоса и террора в марте 1918 г. после трёхчасовых издевательств и пыток в своём доме был убит настоятель Рождество-Богородичного храма священник Михаил Пухальский известным местным бандитом Никитой Тетиором. Погребён он был на кладбище у Никольской церкви. Когда в 1933 г. старейший храм Кривого Рога был разрушен, его могилу перенесли на гражданское кладбище, и теперь место погребение его не известно. В августе того же 1918 г. убийца погиб в перестрелке с представителями Державной варты (полиции времён гетмана Павла Скоропадского).
Вместе с другими церквями Криворожья храм Рождества Пресвятой Богородицы стал объектом изъятия церковных ценностей весной 1922 года.
В ситуации, которая усугубилась обновленческим расколом, настоящим утешением для верующих было пребывание в Кривом Роге с 23 мая по 16 октября 1923 г. святого священномученика Онуфрия (Гагалюка), епископа Елизаветградского, викария Херсонской епархии. Здесь, после одесского заключения, владыка активно боролся с обновленцами и самосвятами, трудился над созданием отдельного Криворожского викариатства и наверняка служил в храме.
Вместе с гонениями на духовенство, не менее сильное общественное и государственное давление оказывалось и на простых верующих. Поэтому, когда 23 декабря 1924 г. состоялась регистрация нового устава Рождество-Богородичного храма, фиксировавшая изменения в положении Православной Церкви в советском обществе и государстве, в приходе насчитывалось 540 прихожан.
В контексте борьбы за новый быт, который бы соответствовал революционной действительности, в Криворожском округе была проведена работа по смене названий улиц, площадей и населённых пунктов, которые включали в себя «религиозный» смысл. Таким образом, с топонимики Кривого Рога исчезла улица Рождество-Богородичная, а вместо неё появилась улица Украинская.
Некоторый подъём религиозной жизни в городе был связан с пребыванием с 8 июля 1928 г. по 18 сентября 1930 г. на кафедре святого священномученика Порфирия (Гулевича), епископа Криворожского, викария Днепропетровской епархии, который в ходе своих пастырских визитов посещал и Рождество-Богородичный храм.
Однако, на фоне сталинских репрессий и усиленной антирелигиозной пропаганды, в 1932 г. церковь была окончательно разграблена и закрыта. Её превратили в детский приемник распределитель для малолетних преступников и детей репрессированных родителей.
Религиозная жизнь прихода возобновилась в годы Второй мировой войны в 1941 г. в молитвенном доме, который просуществовал до 1961 г., когда был закрыт во время хрущёвской антирелигиозной кампании.

### Возрождение храма
Возрождение храма Рождества Пресвятой Богородицы шло в общем ключе событий, связанных с падением коммунистической идеологии. Возобновление началось по благословению Преосвященнейшего Глеба (Савина), епископа Днепропетровского и Запорожского.
По долгим и настойчивым просьбам членов общины, 7 февраля 1991 г. половину территории храма, служебных помещений и здание, которое раньше было церковью, было передано православным. Все имело плачевный вид: церковная территория находилась в старых завалах, само здание не было приспособлено для богослужений, на месте алтаря стоял теннисный стол и бильярд. Однако, несмотря на многие неудобства, храм Рождества Пресвятой Богородицы был открыт. Настоятелем общины был назначен иерей Анатолий Рыженко.
В 1995 г. на крыше храма был установлен центральный купол, криворожским художником-иконописцем Сергеем Юрченко были написаны иконы в каноническом стиле для нового иконостаса, изготовленного силами самих прихожан.
В 1997 г. началось строительство колокольни, приуроченной к 2000-летнему юбилею Рождества Христова. Освящение колокольни состоялось в святочные дни 22 января 2000 г. Преосвященнейшим Ефремом, епископ Криворожским и Никопольским. В результате проведённых ремонтно-строительных работ храм Рождества Пресвятой Богородицы в церковно-архитектурном плане приобрёл форму ковчега.
В 2006 г. началась реконструкция двора храма и строительство центральных врат, приуроченных 1020-летнему юбилею Крещения Руси. 14 декабря 2009 г. возле них был установлен мозаичный образ «Спас Чернобыльский» в честь и память ликвидаторов аварии на Чернобыльской атомной электростанции.
Вслед за этим, было решено осуществить новую реконструкцию здания храма, который мог бы органично вписаться в ансамбль приходских сооружений и достойно выглядеть на их фоне. Согласно разработанному проекту, храм приобрёл крестово-купольную форму, был поднят центральный купол, расширены пономарка и ризница. Вместе с тем, был установлен новый иконостас, заказанный в городе Самборе Львовской области, выполненный мастером Ярославом Шийкой.
Реконструкция храма Рождества Пресвятой Богородицы длилась ровно год: началась в июне 2010 г., а уже на Пасху 2011 г. за всенощным богослужением прихожане молились в обновлённом храме. Одновременно с реконструкцией храма значительно преобразилось подворье, появились пруд и водопад.
На престольный праздник 21 сентября 2011 г., когда прихожане отмечали 125-летие основания и 20-летие возрождения храма, Высокопреосвященнейший Ефрем (Кицай), архиепископ Криворожский и Никопольский в сослужении криворожского духовенства совершил чин освящения обновлённого храма Рождества Пресвятой Богородицы.

## Приходская жизнь

### Духовно-просветительская деятельность

#### Воскресная школа
Воскресная школа при храме Рождества Пресвятой Богородицы, возникла в октябре 1991 года почти одновременно с возрождением храма.
За время существования Воскресной школы труды её педагогического коллектива не раз отмечались церковными и светскими наградами городского, епархиального, всеукраинского и международного уровня за работу в области церковного пения, изобразительного и декоративно-прикладного искусства, научно-исследовательской работы и физического воспитания. В частности Детский хор Воскресной школы (ныне Молодёжный хор Православного молодёжного братства имени святителя Петра Могилы) является лауреатом 54 Международного фестиваля в Сербии (2005 год), обладателем специального приза жюри Международного фестиваля «Гайновские дни церковной музыки» в Польше (2007 год), а также лауреатом всеукраинских и межрегиональных фестивалей и конкурсов. Учащиеся студии изобразительного искусства отмечены на Всеукраинском православном фестивале духовного рисунка и флористики Синодальным отделом Украинской Православной Церкви по делам молодёжи.
За 20-летнее служение духовно-нравственному образованию и воспитанию современного общества и за заслуги перед Украинской Православной Церковью по благословению её Предстоятеля Блаженнейшего Владимира, митрополита Киевского и всея Украины Воскресная школа была награждена орденом преподобного Нестора Летописца
В ознаменование 20 юбилея под эгидой Воскресной школы прошла впервые в епархии научно-практическая конференция «Вопросы методики и практики преподавания в Воскресной школе», в которой приняли участие представители органов государственной власти, местного самоуправления, преподаватели вузов и общеобразовательных школ города, духовенство епархии, учителя Воскресных школ. Воскресной школой та же был проведён круглый стол посвящённый вопросам преподавания религиоведческих дисциплин в общеобразовательной школе

#### Молодёжное братство
Православное молодёжное братство, имени святителя Петра Могилы, митрополита Киевского и Галицкого возникло в 2005 г. на базе Детского хора Воскресной школы. Идея его создания заключалась в привлечении к активной деятельности на приходе выпускников Воскресной школы, многие из которых по второму разу прошли курс обучения, не желая оставлять родного храма. Толчком для учреждения молодёжного братства стало празднование Дня православной молодёжи 15 февраля 2005 г., когда в Духовно-просветительском центре храма Рождества Пресвятой Богородицы собрались представители молодёжных объединений Криворожской епархии. С тех пор ежегодное празднование Дня православной молодёжи стало традиционным.
Главной целью молодёжного братства является духовно-просветительская деятельность среди современного общества, поэтому духовным покровителем не случайно избран святитель Петр Могила, митрополит Киевский и Галицкий. Свою деятельность братство осуществляет разными способами. Молодёжный хор организовывает благотворительные концерты духовной музыки с элементами народной песни в школах, высших учебных заведениях, детских домах, воинских частях, больницах, предприятиях и других учреждениях города. Певчие также активно поддерживают общественную инициативу в сфере культуры и принимают участие в общегородских мероприятиях: проведении концертов, открытии выставок, праздновании памятных дат. Другие члены братства осуществляют техническую и организационную поддержку выступлений молодёжного хора. Хор является є лауреатом и дипломантом многих всеукраинских ы международных конкурсов.
Кроме концертной деятельности, братство работает и в других направлениях. Его силами издаётся приходская газета «Свеча», в которой освещается будни и праздники прихода, помещаются актуальные материалы относительно духовной жизни православных христиан, написанные доступным и живым языком. В ходе работы над очередным выпуском, они постигают основы работы с компьютером, изучают дизайнерские программы, обучаются издательскому делу. Вместе с этим, в молодёжном братстве ведётся работа по изучению истории храмов Криворожья, разрабатываются и проводятся экскурсии по святыням Кривого Рога.
Молодёжное братство также принимает активное участие в экологическом движении — уборке территории и посадке деревьев. Одним из новых направлений деятельности тсало проведение праздничных флешмобов.

#### Приходская газета
С 1999 г. при храме Рождества Пресвятой Богородицы издаётся приходская газета «Свеча», первый номер которой вышел в свет на Пасху 11 апреля. С тех пор она регулярно выходит на благотворительные пожертвования прихожан. Весной 2000 г. редакция издания получила благословение правящего архиерея.
На своих страницах газета освящает события в православном мире, приходской жизни, отвечает на актуальные вопросы современного христианского общества. Совсем скоро в издании появилась рубрика, посвящённая Воскресной школе, в которой читателей стали знакомить с творчеством детей и поднимать вопросы духовно-нравственного воспитания. В сентябре 2000 г. впервые отдельным листом вышла газета «Зернышко» в качестве приложениядля детей к газете «Свеча», а к сентябрю 2002 г. она стала полноценной газетой Воскресной школы.
С начала 2001 г. в издательстве газеты стали принимать участие воспитанники Воскресной школы и родители. С образованием в 2005 г. молодёжного братства подготовку и выпуск периодического издания осуществляют его члены. Тираж газеты составляет в среднем 500 экземпляров.

### Благотворительная деятельность

#### Общество сестёр милосердия
Возрождая традиции социального служения Православной Церкви при храме Рождества Пресвятой Богородицы в мае 2001 г. было создано Общество сестер милосердия преподобномученицы великой княгини Елизаветы Федоровны. По благословению Преосвященнейшего Ефрема, епископа Криворожского и Никопольского прихожане во главе с настоятелем протоиереем Анатолием Рыженко начали опекать тяжело больных, которые лечатся в 3-й городской больнице.
Со временем, администрация больницы отдала сёстрам милосердия целое крыло терапевтического отделения, находившееся в плачевном состоянии. На пожертвования благодетеля Александра Ильича Лившица в нём было капитально отремонтировано все помещения: оборудованы 10 больничных палат и устроена часовня во имя святого великомученика Пантелеимона Целителя. На этой базе основано отделение гериатрии, в котором сестры оказывают помощь больным и одиноким людям, старикам.
Освящение Пантелеимоновской часовни и гериатрического отделения совершил Преосвященнейший епископ Ефрем 24 ноября 2001 г. в присутствии начальника управления охраны здоровья Криворожского городского исполкома Александра Лукьяненко и управляющего делами Центрально-Городского районного исполкома Людмилы Мартин.

#### Детский лагерь летнего отдыха
С 2003 года по благословению епископа Криворожского и Никопольского Ефрема функционирует церковный лагерь храма Рождества Пресвятой Богородицы, который находится на побережье Чёрного моря в с. Хорлы (Херсонская область).
Ежегодно в лагере оздоравливаются более 100 детей и около 30 взрослых, которые осуществляют уход за детьми. Всего за лето в детском оздоровительном лагере предусмотрено пять смен.
Жизнь детей в лагере протекает согласно распорядку дня и в соответствии с Уставом летнего лагеря отдыха, разработанного преподавателями воскресной школы. Каждый день начинается и заканчивается молитвенным правилом. В праздничные и воскресные дни все дети и взрослые посещают храм святого великомученика и целителя Пантелеимона и причащаются Святых Христовых Таин. В свободное время дети отдыхают, играют в подвижные и настольные игры, купаются в море, загорают. Дети любят церковный лагерь и готовятся к этой поездке весь год: стараются быть прилежными в учёбе и выполнять послушания